# Euthypoda
Euthypoda is een geslacht van rechtvleugeligen uit de familie sabelsprinkhanen (Tettigoniidae). De wetenschappelijke naam van dit geslacht is voor het eerst geldig gepubliceerd in 1886 door Karsch.

## Soorten
Het geslacht Euthypoda omvat de volgende soorten:
- Euthypoda acutipennis Karsch, 1886
- Euthypoda bicolor Bolívar, 1893
- Euthypoda brevipennis Redtenbacher, 1892
- Euthypoda brunneotestacea Chopard, 1954
- Euthypoda kanguroo Pictet, 1888